# Ratusz gminy Huta Laura
Ratusz gminy Huta Laura – budynek dawnego ratusza gminy Huta Laura, położony w Siemianowicach Śląskich przy ulicy Jana III Sobieskiego 2, na terenie dzielnicy Centrum. Budynek powstał w 1897 roku według projektu Wilhelma Wakkana. W 1923 roku połączono Hutę Laurę z Siemianowicami, a budynek ratusza przekształcono na cele mieszkalne.

## Historia
Początki powstania gmachu ratusza wiążą się z powołaniem w 1890 roku samodzielnej gminy Huta Laura. Pierwszy laurahucki ratusz był niewielkim parterowym domem krytym mansardowym dachem, który został wyburzony po II wojnie światowej. W budynku tym prócz urzędu mieścił się areszt gminny. Obiekt z biegiem czasu stał się niewystarczający. Nowy gmach ratusza został oddany do użytku 1 września 1897 roku przy ówczesnej Richterstrasse. Powstał on według projektu laurahuckiego budowniczego Wilhelma Wakkana. W 1910 roku dobudowano przy ratuszu jedną oś celem połączenia budynku z powstałą obok narożną kamienicą na rogu dzisiejszych ulic: Jana III Sobieskiego i Ludwika Waryńskiego, oddaną do użytku w 1905 roku. 
Na skutek połączenia w 1923 roku gmin Huta Laura i Siemianowice w gminę Huta Laura-Siemianowice, przemianą w 1927 roku na Siemianowice Śląskie, laurahuccy urzędnicy przenieśli się do gmachu siemianowickiego ratusza położonego przy obecnej ulicy Jana Pawła II 10. Sam zaś dawny budynek ratusza przekształcono na cele mieszkalne. Z biegiem czasu budynek dawnego ratusza ulegał przebudowom – uproszczono wejście do budynku, a także zlikwidowano najbardziej ozdobne elementy fasady, zwłaszcza wieżę z zegarem, po której pozostał fragment bez tarczy zegarowej. Zegar pochodzący prawdopodobnie z dawnego ratusza był przechowywany w kościele św. Antoniego z Padwy i planowano jego umieszczenie na fasadzie świątyni.
Na parterze od lat międzywojennych działała dawniej apteka. W gmachu funkcjonowało też miejsce spotkań o nazwie Krąg Pokoleń, prowadzone przez fundację Piaskowy Smok. We wrześniu 2021 roku przy ulicy Jana III Sobieskiego 2 w systemie REGON były zarejestrowane 3 aktywne podmioty gospodarcze. 
Budynek jest wpisany do gminnej ewidencji zabytków miasta Siemianowice Śląskie.